# アイ・ミルク北陸
アイ・ミルク北陸株式会社（あい・みるくほくりく）は、石川県能美市に本社を置く乳業メーカー。

## 概要
2011年4月1日に北陸乳業株式会社と事業を統合し、発足した牛乳処理量で北陸地方最大の乳業メーカー。石川県牛乳協会加盟企業。

## 沿革
- 1894年7月　能美郡福江村五間堂で廣田美之吉が廣田牛乳を創業[2]。
- 1952年3月　小松市土居原町にて小松牛乳有限会社を設立。
- 1965年5月　資本金600万円にて小松牛乳株式会社に改組し、現在地に移転。
- 1967年4月　資本金1,000万円に増資。
- 1996年5月　資本金2,000万円に増資。
- 2011年3月　アイ・ミルク北陸株式会社へ社名変更[2]。
- 2011年4月　資本金8,000万円に増資し、北陸乳業株式会社と事業統合[2]。